# HMS Bulwark (L15)
Pour les autres navires du même nom, voir HMS Bulwark.
Le HMS Bulwark est un navire de transport de chalands de débarquement de la classe Albion de la Royal Navy.

## Mise en service et caractéristiques
Bien qu'il ait été lancé en 2001, des retards repoussent la date de livraison, le navire entre en service le 28 avril 2005. Avec l'Albion, l'Ocean et d'autres navires amphibies, il offre une capacité amphibie plus grande et plus efficace que la classe précédente, la classe Fearless (en). Entre octobre 2011 et juin 2015, elle est le navire amiral (en) de la Royal Navy. Le navire est conçu pour envoyer un grand nombre de troupes et de véhicules à terre le plus rapidement possible. Le Bulwark soutient une unité de débarquement des Royal Marines embarquée de façon permanente, la 4 Royal Navy Assault Squadron. La poupe du Bulwark s'ouvre et inonde un compartiment, permettant le lancement des bateaux à l'intérieur. Le pont d'envol de 64 mètres peut accueillir deux hélicoptères de transport moyen Sea King HC4 ou Merlin et en arrimer un troisième. Le pont peut également soutenir deux hélicoptères de transport lourds Chinook, l'un sur le côté du pont d'envol et l'autre à l'arrière du pont d'envol.

## Histoire
Le Bulwark quitte le Royaume-Uni en janvier 2006 pour un déploiement de six mois à l'Est de Suez. Il mène des missions de lutte contre le terrorisme et contre la piraterie dans les eaux au large de la Corne de l'Afrique. Il se dirige ensuite vers le nord du golfe Persique pour devenir le vaisseau amiral de la Force opérationnelle 158, assurant la sécurité des plates-formes pétrolières irakiennes.
Au début de l'été 2006, le Bulwark est près de l'Espagne. En raison du conflit israélo-libanais de 2006, le 15 juillet 2006, il reçoit l'ordre de se rendre au Liban et de soutenir les opérations d'évacuation des citoyens britanniques de la zone de conflit. Le 20 juillet, il évacue environ 1 300 personnes de Beyrouth dans la plus grande évacuation britannique. À la fin de son déploiement prolongé, le navire retourne au Royaume-Uni. Au début de juin 2007, il amarre à Sunderland dans le Wear.
En octobre 2008, le Bulwark est dans le Firth of Clyde avec le porte-aéronefs HMS Ark Royal et le navire amphibie français Tonnerre, participant à l'Exercice Joint Warrior.
Le 18 février 2009, le Bulwark part de Devonport en tant que vaisseau amiral du Commodore Peter Hudson, commandant de la force opérationnelle amphibie britannique. Il est accompagné du Ocean, des frégates Argyll et Somerset et quatre navires de la Royal Fleet Auxiliary.
En mai 2010, il entre en cale sèche au HMNB Devonport pour y être remis en état. Il revient dans la flotte en mars 2011, fait une visite de cinq jours à Londres le 16 mars 2011, et prend le relais de son sister-ship Albion en octobre 2011.
Le Bulwark participe à une formation de préparation opérationnelle en mer fin juin 2011 pour assumer le rôle de navire amiral de la flotte de la Royal Navy. En octobre, il est à l'Exercise Joint Warrior au loch Eriboll, impliquant la Marine française et d'autres forces de l'OTAN.
Le 15 février 2012, le Bulwark fait une escale imprévue à Kiel, en Allemagne, après que la glace sur l'Elbe l'empêche d'entrer dans la ville de Hambourg comme prévu initialement. Fin février, il entre dans le port polonais de Gdynia pour un exercice avec les frégates ORP Generał Kazimierz Pułaski et ORP Generał Tadeusz Kościuszko. Il reçoit la visite de 4 000 personnes. Le navire va dans la mer Baltique pour se préparer à l'exercice « Cold Response », un exercice de l'OTAN qui a lieu dans le nord de la Norvège en mars 2012.
En avril 2012, il prend part à l'Exercise Joint Warrior avec plusieurs autres navires britanniques et étrangers, dont le porte-avions Illustrious au large des côtes de l'Écosse.
Fin mai 2014, il vient à Greenwich, où le public peut visiter le navire pour des visites guidées par l'équipage, et il est présent aux célébrations marquant le 350e anniversaire de la formation des Royal Marines.
Entre avril et juillet 2015, le Bulwark est affecté à l'opération Weald, opération de recherche et de sauvetage le long de la côte italienne des migrants partis de la Libye. Il est assisté de trois Merlin de la 814 Naval Air Squadron. Il récupère plus de 2 900 migrants en mer pendant l'opération.
Le Bulwark aide à assurer la sécurité de la réunion des chefs de gouvernement du Commonwealth qui se tient à Malte en novembre 2015 ; cette mission est prolongée en décembre 2015.
En 2016, le navire est le vaisseau amiral de l'exercice Griffin Strike, l'exercice de validation de la Force expéditionnaire interarmées combinée anglo-française (en) (FEIC). Après quoi il participe aux commémorations du centenaire de la bataille du Jutland à Scapa Flow : en juillet, le navire arrive à Durham, l'équipage prend part à un défilé cérémoniel complet à travers les rues et à une cérémonie à la cathédrale. En septembre, le navire sert de nouveau de navire amiral à la Joint Expeditionary Force (Maritime) et, avec des navires américains, pour des exercices au large (et avec) l'Albanie, la France, Israël, le Somaliland et Oman.
Comme on l'a annoncé en 2011, le Bulwark entre en disponibilité opérationnelle début 2017 et transfère son rôle de navire amiral de la flotte amphibie à son sister-ship Albion à sa sortie du radoub.
Selon le ministère de la Défense, la date prévue de mise hors service de Bulwark est 2034. Cependant, en octobre 2017, Newsnight de la BBC rapporte que le ministère envisage de démanteler le Bulwark et l'Albion dans le cadre d'un ensemble de mesures visant à réduire les dépenses des deux nouveaux porte-avions de la Royal Navy.

### Désarmement - Vente au Brésil
En novembre 2024, le ministre de la Défense britannique John Healey annonce que ce navire (et son navire-sœur le HMS Albion) va être désarmé, pour des raisons budgétaires. Le prédécesseur de M. Healey, Grant Shapps, avait assuré qu’ils resteraient en service jusqu’en 2033/34 jusqu’à leur remplacement par trois à six navires du programme MRSS [Multi Role Support Ships] (en). En janvier, leur sort avait été mis sur la sellette, faute de disposer de suffisamment de marins pour les mettre en œuvre. « Aucun des deux [le HMS Albion et le HMS Bulwalk], compte tenu de l’état dans lequel ils se trouvent et des décisions prises par le dernier gouvernement, n’était prêt à reprendre la mer. En d’autres termes, ils avaient en pratique été retirés du service, mais les ministres n’étaient pas disposés à l’admettre », a justifié M. Healey.
En avril 2025, les deux navires de la classe sont l'objet d'un protocole de vente (protocol of intentions) avec le Brésil, sans attendre leur remplacement par les six bâtiments du programme MRSS [Multi Role Support Ship] (en) prévu pour 2033-2034.